# Virgil Griffith
Virgil Griffith (Birmingham, 6 de març 1983), també conegut com a Romanpoet, és un programador d'aplicacions i programari americà, reconegut per la creació de WikiScanner i per les demandes presentades contra ell per part de Blackboard el 2003. Ha publicat articles sobre vida artificial i teoria de la informació integrada. En el desenvolupament de WikiScanner Griffith va descriure la seva missió com "crear desastres públics de rellevància petita a les companyies que em desagradaven". És membre de Santa Fe Institute com a investigador visitant en la que ha donat seminaris en temes com "la viabilitat de l'auto-reproducció màquines clàssiques".
Griffith nasqué a Birmingham (Alabama) i va viure prop de Tuscaloosa. Es graduà a l'Alabama School of Math and Science el 2002, i després es matriculà a la Universitat d'Alabama, estudiant ciència cognitiva a New College. Va ser membre de la Mallet Assembly. Es va traslladar després a la Universitat d'Indiana el 2004, però tornà per graduar-se cum laude a Alabama l'agost de 2007. Griffith el 2007 es graduà com a estudiant de computació i sistemes neuronals, temes dels quals ha parlat en conferències com la de l'"ús de l'evolució per dissenyar intel·ligència artificial" anomenada Polyworld: Using Evolution to Design Artificial Intelligence que donà a Google Tech Talks el 8 de novembre de 2007.
Griffith ha donat xerrades en conferències de furoners com Interz0ne, PhreakNIC, i HOPE. Va ser a la Interz0ne 1 el 2002 on conegué a Billy Hoffman, un estudiant de Georgia Tech que havia descobert una errada de seguretat en la targeta d'identificació magnètica del campus en el sistema anomenat "BuzzCard". Ell i Hoffman procediren llavors en el següent any a aprendre més sobre errors de seguretat per tal d'exposar les seves investigacions en una exposició a la Interz0ne2 de l'abril de 2003. Però unes poques hores abans de la presentació, tant Griffith com Hoffman varen rebre una ordre de cedissió i desestiment per part dels advocats de la corporació Blackboard. Dos dies després va procedir una demanda en què els advocats al·legaven que ells havien robat secrets comercials i violat la Digital Millennium Copyright Act i l'Economic Espionage Act. La demanda es resoldria posteriorment.
L'agost de 2007 Griffith publicà el programari WikiScanner, el qual resseguia les edicions dels articles de Wikipedia d'usuaris no registrats exposant-ne la localització de les seves IPs que fossin identificables a corporacions i organitzacions.
El 2008 junt amb Aaron Swartz, Griffith dissenyà el proxy Tor2web, el qual permetria navegar per la xarxa Tor sense la necessitat de descarregar-se el navegador configurat per aquesta xarxa ni la resta de programari que forma part i facilita també l'accés a aquesta xarxa.

## Publicacions
- Virgil Griffith, Markus Jakobsson, 2005. Messin' with Texas: Deriving Mother's Maiden Names Using Public Records Arxivat 2007-09-29 a Wayback Machine.. ISBN 3-54-026223-7.
- Virgil Griffith, Larry S. Yaeger, 2005, MIT Press. Ideal Free Distribution in Agents with Evolved Neural Architectures. Indiana University School of Informatics and Department of Cognitive Science.
- Griffith surt a la llista de contribuïdors (com a "Virgil G") a: Elonka Dunin (2006). The Mammoth Book of Secret Codes And Cryptograms. Carroll & Graf. ISBN 0-78-671726-2.[19]
- Dos articles seus a: Markus Jakobsson, Steven Myers (2007) Phishing and Counter-Measures: Understanding the Increasing Problem of Electronic Identity Theft. Wiley-Interscience. ISBN 0-47-178245-9.